# Stanthorpe (Australia)
Stanthorpe è una cittadina del sud-est del Queensland, in Australia, collocata nei pressi della New England Highway e al confine con il Nuovo Galles del Sud, lungo 223 km. Si trova a 56 km a nord di Tenterfield e ad un'altitudine di 811 metri sopra il livello del mare. L'area circostante è nota come Granite Belt. La popolazione, secondo un censimento del 2016, ammonta a 5406 persone.

## Geografia fisica

### Territorio
Stanthorpe si sviluppa intorno al Quart Pot Creek che si snoda da sud-est, attraversa il centro della città e poi prosegue in direzione sud-ovest, dove la sua confluenza con lo Spring Creek forma il fiume Severn. Il Quart Pot Creek segna il confine sud-occidentale della località, mentre il fiume Severn segna quello sud-occidentale.
La New England Highway attraversa la città da Applethorpe, a nord, fino a Severnlea, a sud. Inizialmente attraversava il centro della città lungo la strada principale, Maryland Street. Tuttavia, oggi aggira ad ovest la principale area sviluppata della città. La strada Stanthorpe-Texas collega Stanthorpe a Broadwater ad ovest e quindi si sviluppa in direzione sud-ovest, verso Texas.
I terreni all'interno dei confini di Stanthorpe vengono utilizzati principalmente per scopi urbani: abitazioni, attività ricreative, commerciali e industriali con alcuni terreni non sviluppati sui pendii più esili. Sebbene sia un centro agricolo della Granite Belt, ci sono poche attività agricole all'interno dei confini della città. Le colture coltivate nell'area circostante includono verdure, mele, uva e drupacee. In zona viene prodotto anche vino e prevale il pascolo di ovini e bovini.

### Clima
A causa della sua elevazione, Stanthorpe presenta un clima subtropicale d'altopiano. Situata 811 metri, Stanthorpe detiene il record della temperatura più bassa registrata nel Queensland pari a −10,6 °C, registrata il 23 giugno 1961. Nevischio e leggere nevicate vengono occasionalmente registrate. Le nevicate più significative in oltre 30 anni sono avvenute il 17 luglio 2015.
| STANTHORPE            | Mesi | Mesi | Mesi | Mesi | Mesi | Mesi  | Mesi | Mesi | Mesi | Mesi | Mesi | Mesi | Stagioni | Stagioni | Stagioni | Stagioni | Anno  |
| STANTHORPE            | Gen  | Feb  | Mar  | Apr  | Mag  | Giu   | Lug  | Ago  | Set  | Ott  | Nov  | Dic  | Inv      | Pri      | Est      | Aut      | Anno  |
| --------------------- | ---- | ---- | ---- | ---- | ---- | ----- | ---- | ---- | ---- | ---- | ---- | ---- | -------- | -------- | -------- | -------- | ----- |
| T. max. media (°C)    | 27,4 | 26,4 | 24,9 | 22,1 | 18,4 | 15,5  | 14,8 | 16,3 | 19,6 | 22,6 | 25,2 | 27,0 | 26,9     | 21,8     | 15,5     | 22,5     | 21,7  |
| T. min. media (°C)    | 15,6 | 15,6 | 13,8 | 9,5  | 5,4  | 2,6   | 1,0  | 2,0  | 5,1  | 8,9  | 11,9 | 14,2 | 15,1     | 9,6      | 1,9      | 8,6      | 8,8   |
| T. max. assoluta (°C) | 37,8 | 37,2 | 34,2 | 30,6 | 27,3 | 22,8  | 22,2 | 30,7 | 32,2 | 35,5 | 37,0 | 38,0 | 38,0     | 34,2     | 30,7     | 37,0     | 38,0  |
| T. min. assoluta (°C) | 7,0  | 3,3  | −0,2 | −2,2 | −6,8 | −10,6 | −9,4 | −7,8 | −5,6 | −2,2 | 0,0  | 4,4  | 3,3      | −6,8     | −10,6    | −5,6     | −10,6 |
| Precipitazioni (mm)   | 97,3 | 85,8 | 65,5 | 42,7 | 46,7 | 47,2  | 49,1 | 42,3 | 51,7 | 69,4 | 75,6 | 93,5 | 276,6    | 154,9    | 138,6    | 196,7    | 766,8 |
| Giorni di pioggia     | 10,1 | 9,5  | 8,9  | 6,3  | 7,3  | 7,7   | 7,6  | 6,6  | 6,5  | 8,2  | 8,7  | 10,0 | 29,6     | 22,5     | 21,9     | 23,4     | 97,4  |

## Storia

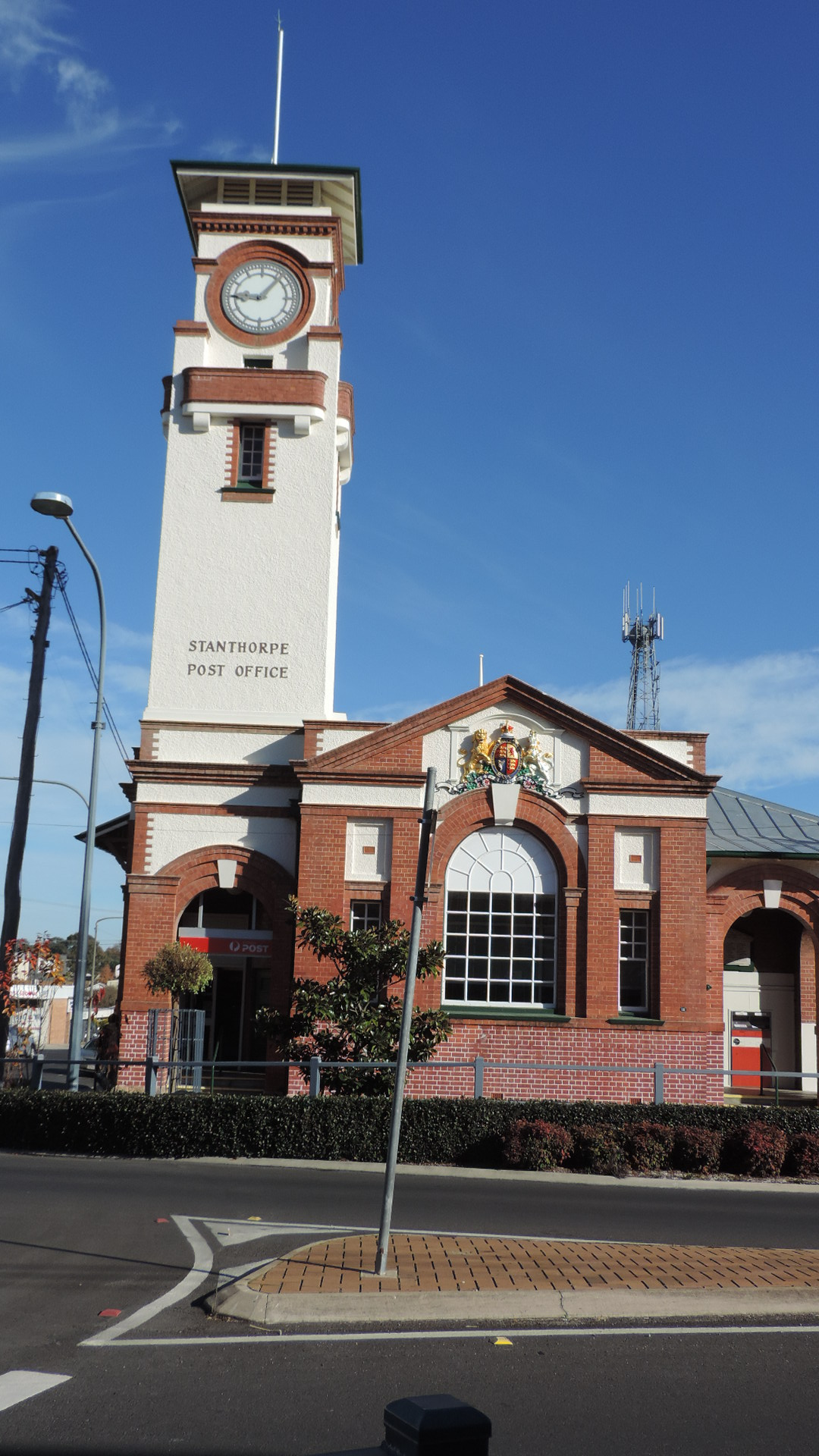
Ufficio postale di Stanthorpe, 2015

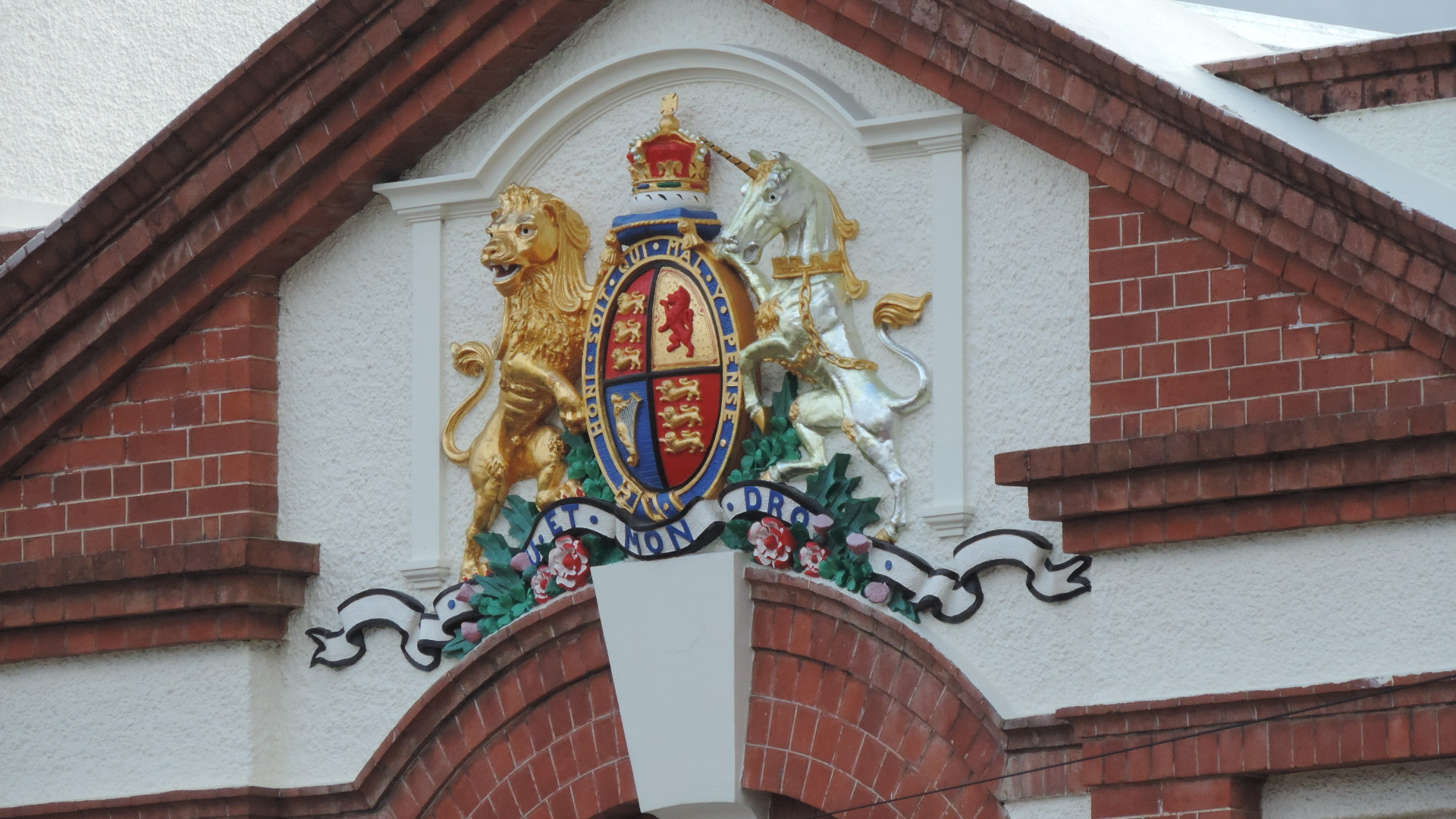
Stemma presente nell'ufficio postale di Stanthorpe, 2015

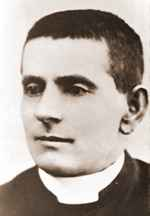
Padre Jerome Davadi, promotore della viticoltura nella zona di Stanthorpe.

Stanthorpe venne fondata dai minatori di stagno. Nel 1872 cominciò ad arrivare gente da molti paesi per estrarre quel metallo. Prima del 1872 quest'area vantava grandi percorsi pastorali e alcuni cercatori di corteccia che vivevano in capanne. A quel tempo, la zona era conosciuta come "Quart Pot Creek". Il Private Township of Stannum era presente nell'area lungo un lato dell'attuale via principale. Con la scoperta dello stagno e l'afflusso di minatori e nuove imprese, i padri della città cercarono un nome "più adatto". Pertanto, Stanthorpe divenne il nome che comprendeva tutto, poiché questa zona divenne per un certo periodo il più grande centro di estrazione di stagno del Queensland. Stanthorpe significa letteralmente "città dello stagno", poiché stannum in latino significa "stagno" mentre "thorpe" in inglese medio vuol dire "villaggio".
Quando i prezzi del metallo calarono, molti minatori si dedicarono all'agricoltura. Il clima subtropicale dell'altopiano è infatti molto adatto per coltivare frutta e verdura fresche. L'uva fu piantata per la prima volta nel 1860 con l'incoraggiamento del parroco cattolico locale, padre Jerome Davadi, di origine italiana, nato a Montecarotto (AN). Egli promosse in particolare la produzione di vino per l'uso liturgico. La sua discendenza italiana rese la coltivazione dell'uva e la produzione vinicola un passatempo familiare. Nella zona si stabilirono molti coloni italiani e il vino era prodotto per il consumo domestico.
La ferrovia raggiunse Stanthorpe nel maggio del 1881.
Nel 1901 venne costruito un ufficio postale con una torre dell'orologio e un elaborato stemma in Maryland Street in stile Arts and Crafts. A seguito della nascita della Federazione, fu il governo del Commonwealth ad occuparsi dei servizi postali e telegrafici. Tuttavia, appaltò la costruzione degli uffici postali del Queensland al dipartimento dei lavori pubblici del governo e si ritiene che l'ufficio postale di Stanthorpe sia uno dei primi ordinati dal governo del Commonwealth. Esso venne progettato da John Smith Murdoch, il primo architetto del governo del Commonwealth.
Il clima fresco e secco è stato valutato come particolarmente salubre all'inizio del XIX secolo, specialmente per coloro che soffrivano di tubercolosi o patologie del torace. Dopo la prima guerra mondiale, Stanthorpe fu un'importante area di riabilitazione per i soldati che si stavano riprendendo dall'esposizione al gas mostarda. Molti di questi soldati occuparono la terra affittata nelle aree intorno a Stanthorpe che oggi portano i nomi dei campi di battaglia della prima guerra mondiale.

## Siti storici tutelati

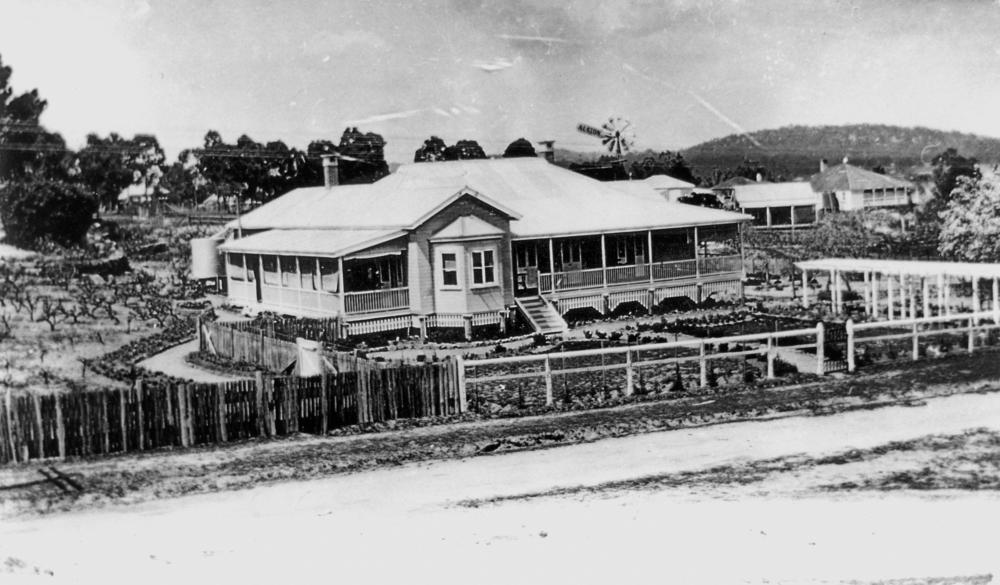
El Arish.

Stanthorpe ha un certo numero di storici tutelati siti, tra cui:
- 94 Greenup Street: El Arish[13]
- 98 High Street: Masel Residence[14]
- 140 High Street: Central Hotel[15]
- 14 Maryland Street: Stanthorpe Post Office[16]
- Little Sundown Creek: Sundown Tin and Copper Mine[17]
- Lock Street: Stanthorpe Soldiers Memorial[18]
- Quart Pot Creek: Ponte ferroviario Quart Pot Creek[19]
- Linea ferroviaria Warwick-Stanthorpe: Cherry Gully Tunnel[20]

## Cultura

### Biblioteca e galleria d'arte regionale di Stanthorpe

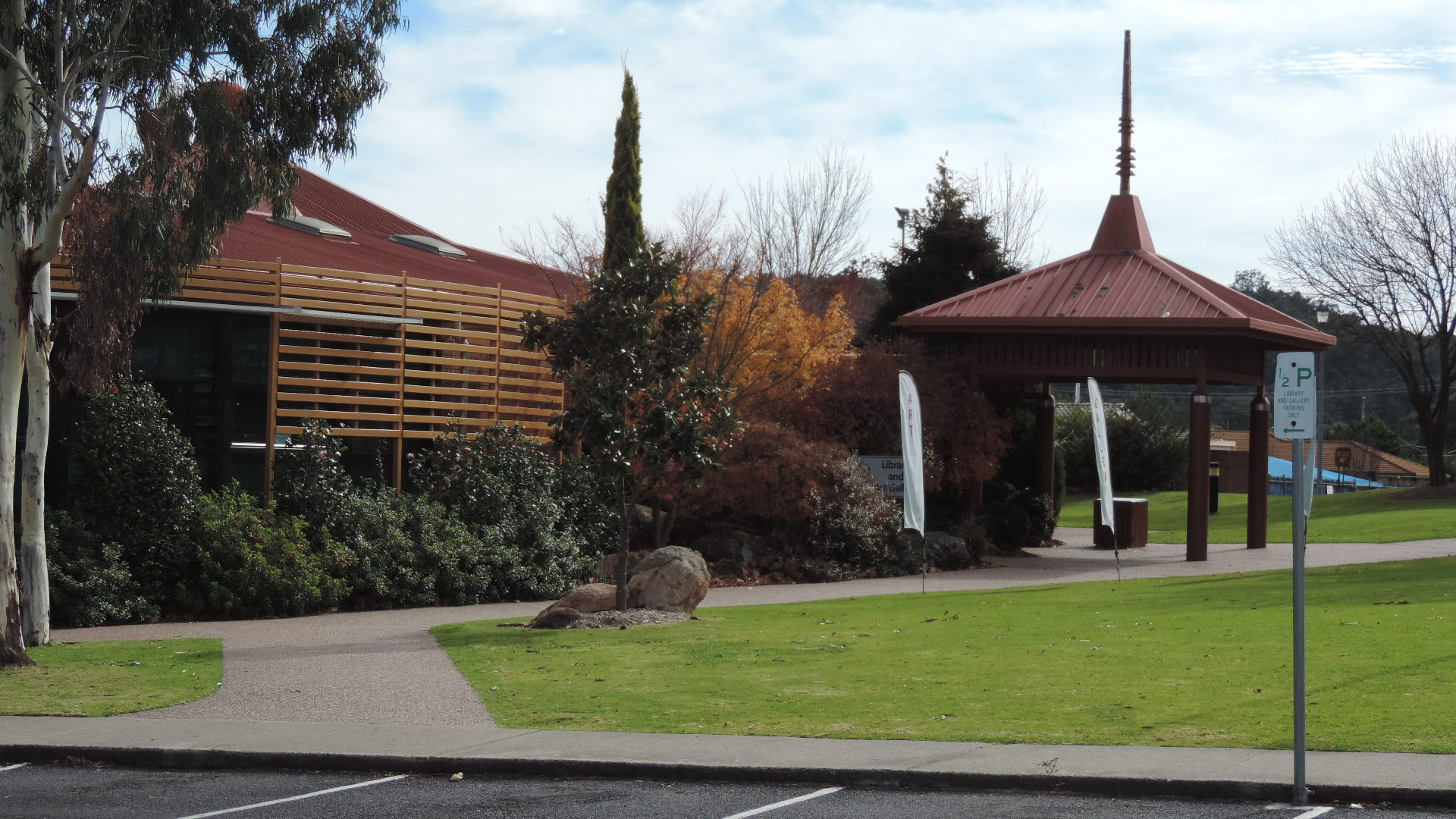
Biblioteca e galleria d'arte di Stanthorpe, 2015, gestita dal Consiglio regionale dei Southern Downs.

La Biblioteca e galleria d'arte regionale di Stanthorpe è situata in Lock Street, accanto al parco Weeroona. Entrambi sono gestiti dal Consiglio regionale dei Southern Downs.
La biblioteca di Stanthorpe venne aperta nel 1987 e subì un importante rinnovamento nel 2004.

### Istruzione
Stanthorpe ha una scuola cattolica privata, la St. Joseph's School, che fornisce servizi dall'anno propedeutico al 12º anno, nonché tre scuole statali: la Stanthorpe State Primary School, che fornisce servizi dall'anno propedeutico al 7º anno; la Stanthorpe State High School che fornisce servizi dall'8º al 12º anno; e il Queensland College of Wine Tourism. Ci sono anche alcune scuole elementari statali più piccole sparse in tutta la regione. Il primo istituto terziario di primo livello della città, il College of Wine Tourism, aprì nel 2007. Il college opera in collaborazione con la locale Stanthorpe State High School, così come altre scuole regionali, fornendo istruzione secondaria, universitaria e certificazioni di laurea relativa alle industrie del vino e del turismo.

## Museo del patrimonio di Stanthorpe

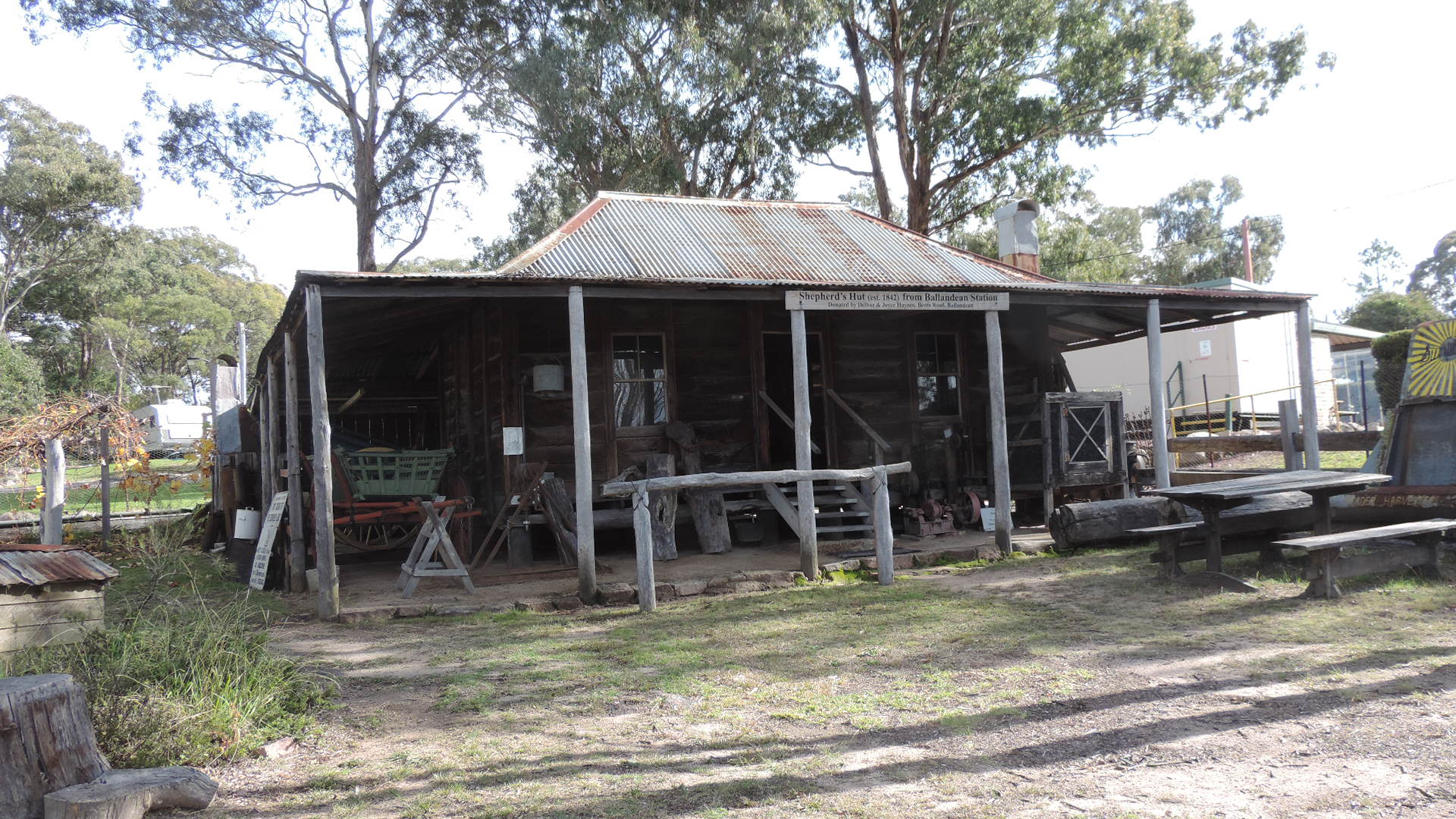
Capanna del pastore, costruita intorno al 1842 alla stazione di ballandea, oggi custodita nel Museo del patrimonio Stanthorpe.

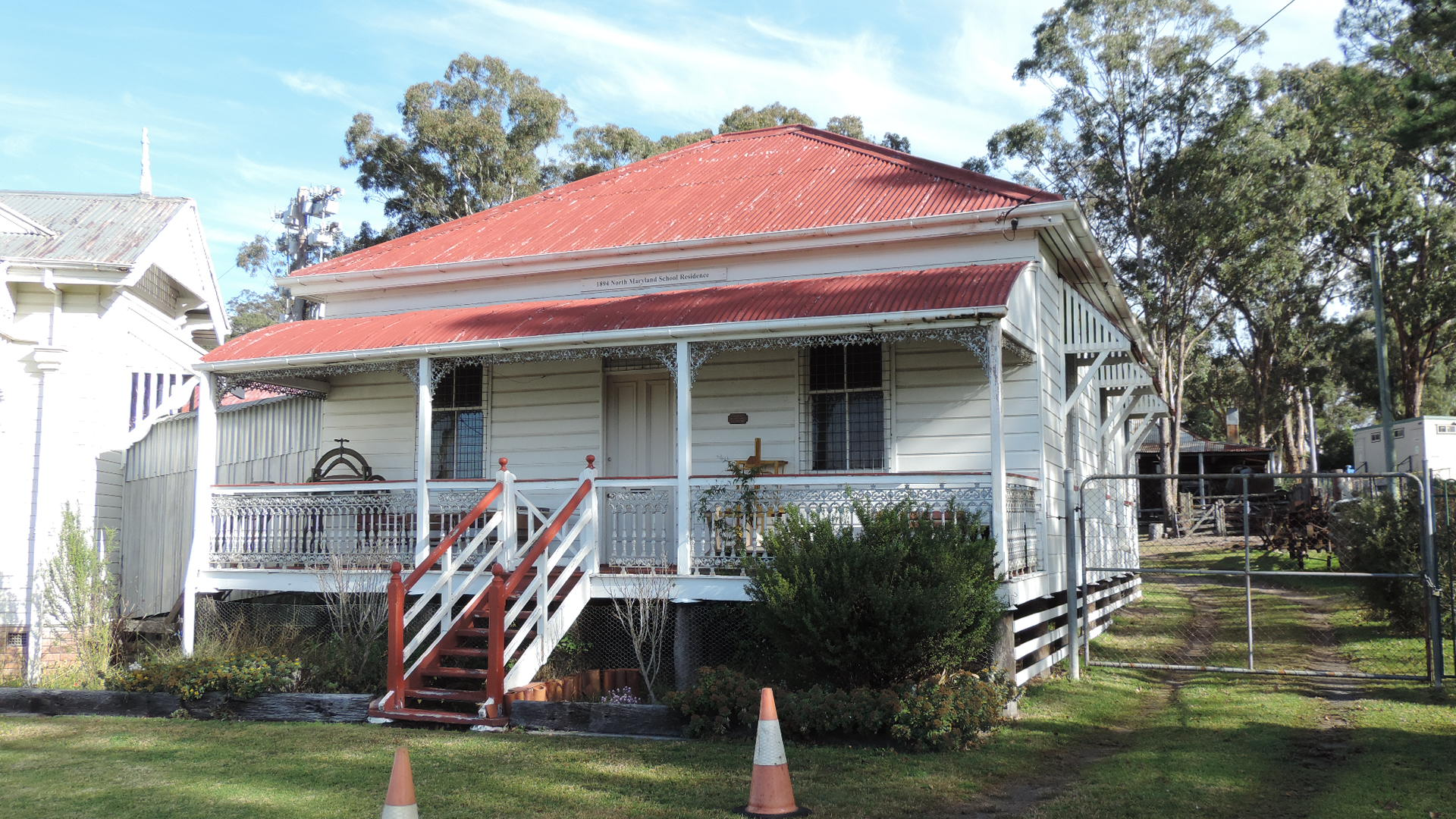
Residenza scolastica di North Maryvale. Costruita nel 1894, è oggi custodita nel Museo del patrimonio Stanthorpe.

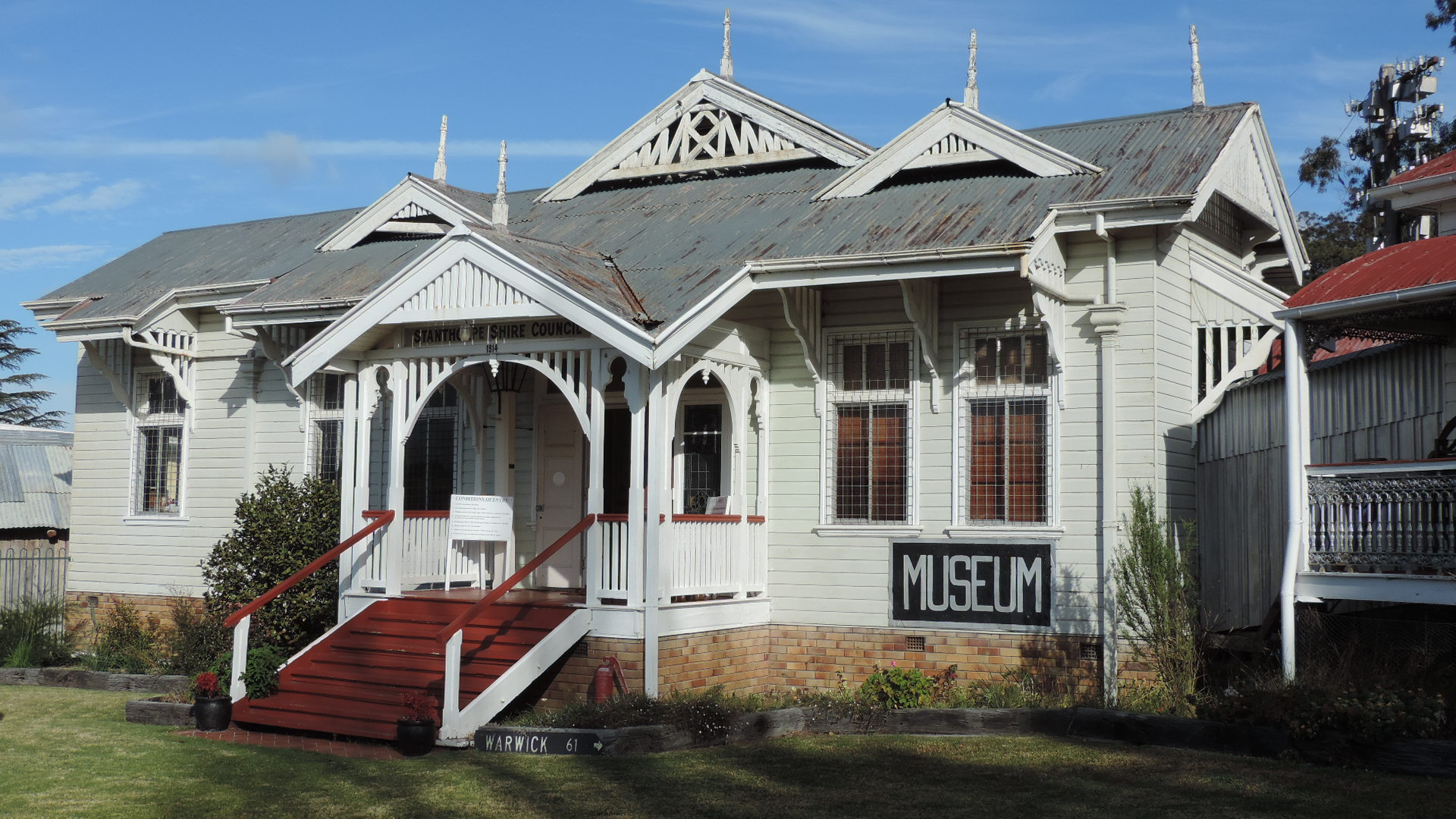
Vecchia camera del Consiglio del distretto di Stanthorpe. Costruita nel 1914, è oggi custodita nel Museo del patrimonio Stanthorpe.

Il Museo del patrimonio di Stanthorpe, situato al numero 12 di High Street, custodisce un numero di edifici storici trasferiti nel sito del museo ed e un gran numero di oggetti sulla storia del distretto, molti dei quali unici nella Granite Belt. Gli edifici trasferiti includono:
- una capanna di pastori dalla stazione di Ballandean (costruita nel 1876)
- la vecchia prigione di Willsons Downfall (costruita nel 1876)
- la vecchia residenza scolastica del North Maryland (costruita nel 1894)
- la vecchia camera del Consiglio del distretto di Stanthorpe (costruite nel 1914)
- Ardmore House, una casa per le vacanze estive (costruita 1920)
- Heath House, una residenza (costruita nel 1940)

### Eventi annuali
Ci sono molti eventi locali, tra cui l'Australian Small Winemakers Show, il biennale Apple & Grape Harvest Festival, il Ballandean Estates' Opera nel Vineyard e lo Stanthorpe Show.

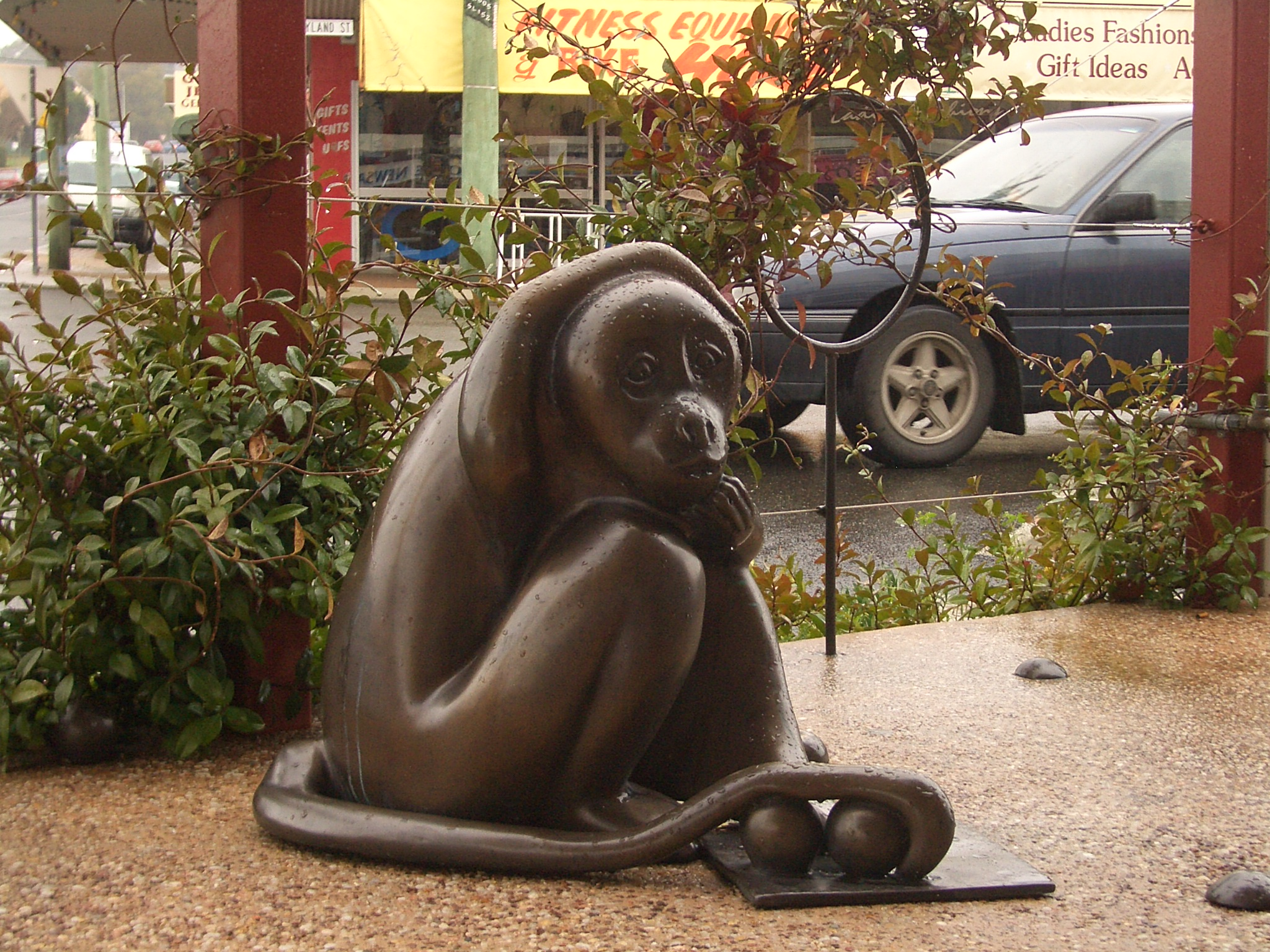
La scimmia d'ottone nella piazza centrale dell'ufficio postale di Stanthorpe.

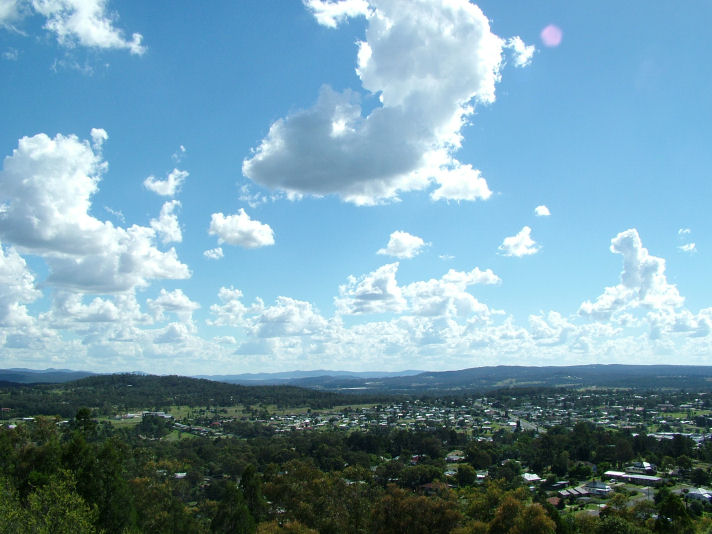
Panorama del sud-ovest del comune di Stanthorpe visto dal monte Marlay.

## Mezzi di comunicazione di massa
Rebel FM 97.1 MHz è stata la prima stazione radio commerciale in FM di Stanthorpe. Rebel FM trasmette principalmente pezzi di rock classico. The Breeze trasmette a 90,1 MHz con un formato di hit per adulti di stile contemporaneo classico. Entrambe le stazioni fanno parte del gruppo Rebel Media. Anche la stazione basata su Toowoomba CFM trasmette a Stanthorpe in 97,9 MHz. CFM fa parte della vasta rete di Southern Cross Media.
La zona di Stanthorpe è servita da una stazione radio comunitaria locale, Ten FM. La stazione attualmente trasmette a 98,7 MHz con un trasmettitore a bassa potenza situato sul Monte Marlay. Nel 2011 la stazione ha aggiornato i suoi studi di Stanthorpe con un nuovo banco di mixaggio, nuovi computer e altoparlanti per monitor di livello professionale. Ten FM ha un focus locale, derivato in parte dalle rigide regole che controllano le stazioni radio comunitarie. Trasmette una vasta gamma di programmi per attirare il pubblico più vasto. In particolare, la stazione trasmette Italoz, un programma settimanale a tema italiano per soddisfare i numerosi ascoltatori della zona di Stanthorpe che hanno origini italiane.
Lo Stanthorpe Border Post è l'unico giornale locale a servizio del distretto. Esso fa affidamento sulla sua copertura di notizie ed eventi locali.
Stanthorpe è inoltre servita da una rete radio cristiana che trasmette su FM 88,0 MHz programmi su salute, stile di vita, programmi per bambini e interviste.

## Economia

### Turismo
Stanthorpe e l'area circostante della Granite Belt e della Granite Highlands nel sud-est del Queensland e nel nord del Nuovo Galles del Sud sono il centro di una fiorente attività vinicola e una meta dei turisti dei parchi nazionali. Ci sono più di 50 cantine nella zona. I parchi nazionali della Granite Belt sono Girraween, Bald Rock, Sundown e Boonoo Boonoo. La regione gestisce un proprio ente di commercializzazione del vino e del turismo chiamato Granite Belt Wine Country.
Vi sono una vasta gamma di ristoranti, luoghi di alloggio e altre attività al servizio del turismo. Lo zaino in spalla è popolare e c'è una grande richiesta di raccoglitori di frutta e verdura da novembre a maggio di ogni anno.
Diverse gallerie d'arte private operano a Stanthorpe tra cui la Glen Aplin Art Gallery che supporta artisti e musicisti emergenti che desiderano esporre nuove opere ed esibirsi in funzioni pubbliche.
Lo Storm King Dam offre alcune buone opportunità di pesca del merluzzo di Murray, del pesce persico dorato e del pesce persico d'argento.

### Servizi

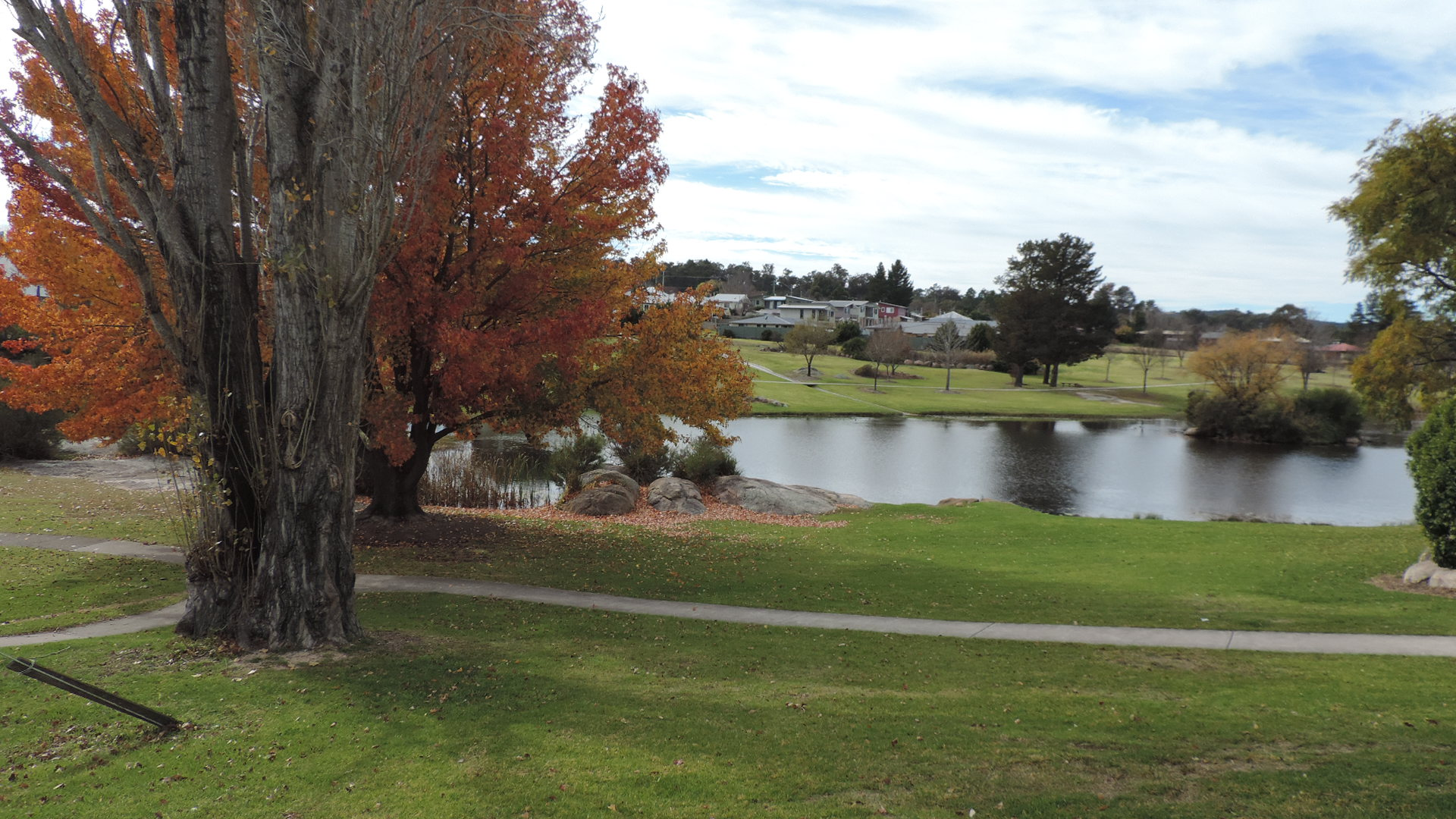
Parco intorno a Quart Pot Creek, 2015

Parkland è sviluppato lungo entrambi i lati del Quart Pot Creek e comprende una rete di percorsi per camminare e andare in bicicletta con ponti e altri attraversamenti.
Il Consiglio regionale dei Southern Downs gestisce il complesso del centro civico di Stanthorpe e gli uffici del consiglio in Marsh Street.
La filiale Stanthorpe dell'Associazione femminile del Queensland ha la sua sede al numero 5 di Victoria Street.

## Infrastrutture e trasporti
Stanthorpe si trova lungo la linea ferroviaria meridionale. Tuttavia, al 2015, non esistono servizi passeggeri di linea che operano nella stazione ferroviaria cittadina. La ferrovia a vapore della Southern Downs gestisce un treno a vapore turistico che quasi tutti i mesi va da Warwick a Wallangarra e ritorno e si ferma a Stanthorpe.
L'aeroporto di Stanthorpe è un aeroporto pubblico gestito dal Consiglio regionale dei Southern Downs. Non ci sono servizi regolari programmati per Stanthorpe.